# Banksia aemula
Banksia aemula (englische Bezeichnung „wallum banksia“) ist eine Pflanzenart in der Familie der Silberbaumgewächse (Proteaceae).
Dieser Strauch oder Baum besitzt unterirdisch verholzte Knollen (Lignotuber), aus denen er nach Buschbränden wieder austreiben kann. Eine raue, braune Borke bedeckt den Stamm, die gezähnten Laubblätter sind glänzend grün. Im Herbst erscheinen die hellgelben Blüten, die in großen Blütenständen zusammengefasst sind. Im Verblühen werden die Blütenstände grau, es bilden sich große, graue Balgfrüchte. Die Blütenstände werden von vielen unterschiedlichen Säugetieren, Vögeln und Insekten besucht, die eine Bestäubung bewirken; Honigfresser (Meliphagidae) sind besonders auffällige Besucher.
Banksia aemula kommt an der australischen Ostküste von Bundaberg im Norden bis Sydney im Süden vor. Die Pflanzen wachsen auf tiefgründigen Sandböden in einer küstennahen Heidelandschaft, die als „wallum“ bezeichnet wird. Gelegentlich werden sie als Zierpflanze verwendet, jedoch seltener als Banksia serrata.
Der Botaniker Robert Brown, der im 19. Jahrhundert die Erstbeschreibung verfasste, benannte die Art aemula, „ähnlich“, was auf die Ähnlichkeit zur nah verwandten Banksia serrata hinweist. Innerhalb der Art werden keine Varietäten anerkannt. Eine Zeit lang wurde auch der von Richard Anthony Salisbury geprägte Name Banksia serratifolia verwendet.

## Beschreibung

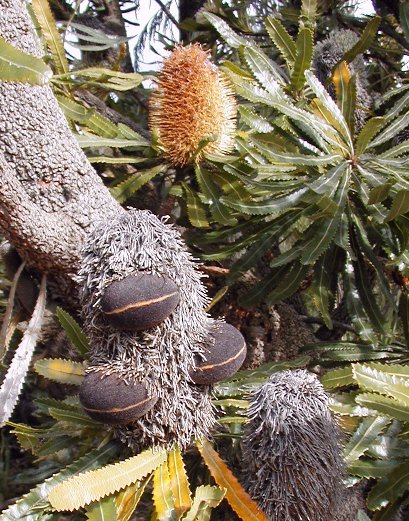
Banksia aemula, verblühter Blütenstand mit den großen Balgfrüchten

Banksia aemula wächst meist als Strauch oder kleiner Baum mit unregelmäßiger Krone mit einer Wuchshöhe bis 8 m, bleibt aber oft kleiner. Aus verholzten Knollen kann die Pflanze nach Buschbränden wieder austreiben. Der Stamm ist mit einer dicken, orange-braunen, runzligen und warzigen Borke bedeckt. Die Rinde junger Zweige ist behaart und verkahlt mit der Zeit. Das Wachstum der neuen Triebe findet im Frühjahr und Sommer statt.
Die glänzend grünen Blätter sind und bei einer Länge von 3 bis 22 cm und einer Breite von 1 bis 2 cm verkehrt-eiförmig bis länglich geformt. Das Blatt endet gerade abgeschnitten, die Ränder sind gesägt, aber nicht gewellt.
Blütezeit liegt im Herbst und reicht von März bis Juni. Die hellgelben bis grünlich-gelben Blütenstände stehen endständig an den Zweigen und überragen das Blattwerk. Die Länge des Blütenstands beträgt 4 bis 20 cm, der Durchmesser 8 bis 9 cm. An der holzigen Blütenstandsachse sind 800 bis 1700 einzelne kleine Blüten angeordnet. Die Blüten eines Blütenstands öffnen sich innerhalb von ein bis zwei Wochen von unten nach oben; der Pollen wird dabei von den Staubblättern auf einem weißen, konischen Teilstück des Griffels aufgebracht. Jede Büte produziert nach dem Aufblühen etwa sieben Tage lang Nektar. Die Blütenstände werden nach dem Verblühen grau, es werden bis zu 25 graue, fein behaarte Balgfrüchte gebildet. Diese können recht groß werden und messen 3 bis 4,5 cm in der Länge, 2 bis 3,5 cm Höhe und 2 bis 3,5 cm Breite. Sie öffnen sich entweder nach einem Brand oder ohne diesen Auslöser. Die Samen sind oval mit einer Länge von 4 bis 4,7 cm, sie bestehen aus einem keilförmigen Körper (1 bis 1,5 cm lang und 1,1 bis 1,6 cm breit) und einem gekrümmten Flügel (2 bis 3,2 cm breit).
Banksia aemula ähnelt stark der Banksia serrata, die sich durch einen grauen, nicht orange-braunen Stamm und mehr als 2 cm breite Blätter unterscheiden lässt. Die Blütenstände von Banksia serrata sind matter grau-gelb gefärbt, der Teil des Griffels mit Pollen ist länger (2 bis 3 mm) und spindelförmig bis zylindrisch. Schließlich sind die Balgfrüchte kleiner.

## Verbreitung und Standorte

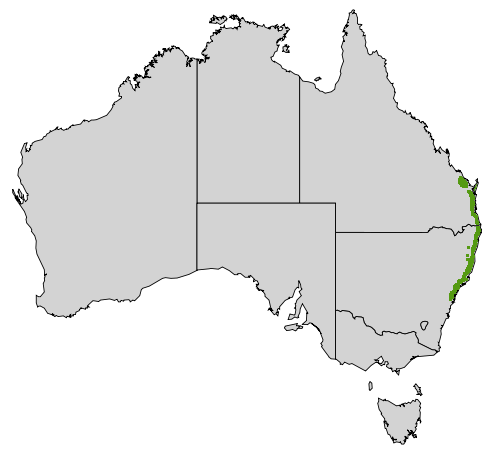
Verbreitungsgebiet von Banksia aemula

Die Fundorte von Banksia aemula liegen an der Ostküste Australiens, im Norden reicht das Areal bis etwa 70 km nördlich von Bundaberg im zentralen Queensland, südlich bis Sydney. Genauer gesagt liegt das südlichste Vorkommen bei La Perouse an der Nordseite der Botany Bay. Das Verbreitungsgebiet umfasst auch K’gari, Moreton und North Stradbroke Island. Fast alle Populationen wachsen nur wenige Kilometer von der Küste entfernt, bis auf eine bei Agnes Banks im westlichen Sydney, zwei bei Grafton und eine Weitere etwa 30 km südwestlich von Bundaberg.
Banksia aemula wächst meist auf tiefgründigen sandigen Böden, entweder auf Dünen oder an eher flachen Stellen, die zeitweise vernässt sein können. Auf den Küstendünen im südlichen Queensland ersetzt sie Banksia serrata, die weiter südlich dieselbe Nische besetzt. Die flachen, sandigen Stellen, mit offenem Wald oder mit Heide bewachsen, werden „wallum“ genannt. In einigen dieser Gegenden entwickelt sich Banksia aemula zu einem kleinen Baum und wächst gemeinsam mit kleinwüchsigen Corymbia gummifera. In Queensland findet man Banksia aemula zusammen mit Banksia robur, die feuchtere Senken besiedelt, während Banksia aemula auf Hängen und Kuppen wächst. Sie ist auch zusammen mit Banksia oblongifolia anzutreffen. Im Great-Sandy-Nationalpark überragt sie, gemeinsam mit Melaleuca quinquenervia und Eucalyptus umbra, die ansonsten nur 0,5 bis 2 m hohe Vegetation aus den Gräsern und Sträuchern Xanthorrhoea fulva, Empodisma minus, Petrophile shirleyae, sowie Hakea- und Leptospermum-Arten. Im zentralen Küstenabschnitt von New South Wales bleibt Banksia aemula ein 1 bis 2 m hoher Strauch und bildet damit die oberste Schicht der Banksia-aemula-Heide, die auf stark ausgewaschenen, weißen pleistozänen Sanden wächst. Diese Vegetation findet sich etwa am Wybung Head in der Munmorah State Conservation Area sowie in der Nähe der Myall Lakes. Weitere Pflanzenarten, die dort wachsen, sind Ricinocarpos pinifolius, Brachyloma daphnoides, Dillwynia glaberrima, Dillwynia retorta, Allocasuarina distyla, Bossiaea ensata, Aotus ericoides, Phyllota phylicoides und Empodisma minus. Durch Sandabbau wurde ein Großteil dieser Vegetation rund um Redhead vernichtet. Auf nährstoffreicheren, gelben Sandböden wird diese Pflanzengesellschaft (und Banksia aemula) durch eine höherwüchsige Heide mit Banksia serrata and Banksia oblongifolia ersetzt.
An der Südgrenze ihres Verbreitungsgebietes bildet Banksia aemula einen Teil des „Eastern Suburbs Banksia Scrub“ (Banksia-Buschland der östlichen Vororte von Sydney), die als gefährdete ökologische Einheit ausgewiesen ist. Diese Pflanzengesellschaft wächst auf jüngeren, noch durch Windbewegung beeinflussten Sanden, als die weiter nördlich gelegenen Heiden.
Das Agnes-Banks-Waldland im Westen Sydneys ist ein weiteres bedrohtes Ökosystem. Dort wächst Banksia aemula im Unterwuchs, gemeinsam mit Banksia oblongifolia, Conospermum taxifolium, Ricinocarpus pinifolius, Dillwynia sericea und Persoonia nutans, während Eucalyptus sclerophylla, Angophora bakeri und Banksia serrata das Kronendach bilden.
Auf North Stradbroke Island ist Banksia aemula eine von drei Arten, die die Kronenschicht ausmachen. Der 12 bis 15 m hohe Wald wird von Eucalyptus signata dominiert, weiters kommt Eucalyptus umbra vor. Dieser Wald wächst auf einer etwa 100 m hohen Erhebung, einer alten Sanddüne. Der Adlerfarn Pteridium esculentum dominiert im Unterwuchs. Weitere hohe Sträucher dort sind Persoonia cornifolia und Acacia concurrens. Einzelne Exemplare von Banksia aemula erreichen hier Höhen von 8,3 bis 12,1 m bei einem maximalen Brusthöhendurchmesser von 44 cm.

## Ökologie
Wie alle Banksia-Arten und die meisten Silberbaumgewächse besitzt Banksia aemula Proteoidwurzeln, Wurzeln mit einem dichten Geflecht kurzer Seitenwurzeln, die sich im Boden direkt unter der Humusauflage befinden. Diese Wurzeln sind zu einer Nährstoffaufnahme in besonders nährstoffarmen Böden befähigt, wie die an Phosphor armen Böden Australiens. Eine Studie an sechs Arten der „wallum“ genannten Pflanzengesellschaft, darunter auch Banksia aemula, konnte feststellen, dass alle an sehr niedrige Phosphor-Konzentrationen angepasst sind. Dies geht so weit, dass erhöhte Phosphor-Werte auf die Pflanze toxisch wirken. Es gibt Hinweise, dass Kalium von ihnen sehr effizient verwendet wird, und dass auch Calcium in höheren Konzentrationen nicht vertragen wird. Eine Feldstudie auf North Stradbroke Island stellte ein erhöhtes Wurzelwachstum im Herbst (April) fest, ansonsten war das Wurzelwachstum gleichmäßiger als das anderer dort untersuchter Pflanzen, wahrscheinlich weil die tiefer reichenden Wurzeln von Banksia aemula das Grundwasser erreichten.
Eine 1998 im Bundjalung-Nationalpark im nördlichen New South Wales durchgeführte Studie ergab, dass die Blütenstände von Banksia aemula von verschiedenen kleinen Säugetieren besucht werden, darunter Beutelsäuger wie die Gelbfuß-Beutelmaus (Antechinus flavipes) und Nagetiere wie Rattus tunneyi, Rattus lutreolus, Melomys burtoni und sogar die Hausmaus (Mus musculus). Diese Tiere trugen Pollen in ähnlicher Größenordnung wie Nektar fressende Vögel und waren effektive Bestäuber der Blüten. Graukopf-Flughunde (Pteropus poliocephalus) wurden ebenfalls als Blütenbesucher beobachtet, mit Kopf und Bauch berühren sie beim Fressen die Narbe. Vogelarten, die an den Blüten von Banksia aemula fressen, sind unter anderen der Allfarblori (Trichoglossus haematodus), Myzomela sanguinolenta, und der Goldohr-Honigfresser (Meliphaga lewinii). Bei dem Kartierungsprojekt „The Banksia Atlas“ wurden weitere Honigfresser beobachtet, darunter der Weißaugen-Honigfresser (Phylidonyris novaehollandiae), Lichmera indistincta, Phylidonyris nigra, Gliciphila melanops, Manorina melanocephala, Anthochaera chrysoptera und der Lärmlederkopf (Philemon corniculatus). Die Feldstudie im Bundjalung-Nationalpark ergab, dass Lichmera indistincta wesentlich mehr Pollen von Banksia aemula trug als andere untersuchte Vogelarten wie Phylidonyris nigra, Lichenostomus chrysops und Zosterops lateralis. Ameisen und Bienen, darunter die in Australien eingeführte Honigbiene (Apis mellifera), wurden ebenfalls an den Blüten beobachtet.
Nach einem Feuer schlägt Banksia aemula aus der verholzten Knolle oder aus Adventivknospen wieder aus. Für das Management von Heideflächen mit Banksia aemula im Südosten Queenslands wird ein Intervall der Brände von sieben bis 20 Jahren empfohlen. Für die Flächen des „Eastern Suburbs Banksia Scrub“ wird eine Häufigkeit von zehn bis 15 Jahren empfohlen, da die Sträucher sonst vom höher wachsenden Leptospermum laevigatum verdrängt werden. Versuche zur Samenkeimung und zur Entwicklung der jungen Pflanzen haben gezeigt, dass Phosphor für die Keimlinge schädlich ist. Steigt die Konzentration auf das Doppelte des normalerweise im Boden vorhandenen Wertes an, stagniert das Wachstum, steigt sie auf das Vierfache an, sterben die Keimlinge ab. Durch Gaben von Kalium und Magnesium kann dieser Effekt abgeschwächt werden, zu hohe Kalium-Werte sind aber ihrerseits schädlich für das Wachstum. Verglichen mit anderen Pflanzenarten wachsen junge Pflanzen von Banksia aemula in den ersten 21 Wochen recht langsam. Die Gründe dafür sind unklar, dieses Verhalten könnte Vorteile in der an Nährstoffen und Wasser armen Umgebung bieten. Die Samen überleben eine Temperatur von 100 °C, bei 150 °C sterben sie ab.
Bei einer Untersuchung der Vegetation festgelegter Sanddünen um die Myall-Seen wuchs Banksia aemula auf den Kuppen (trockene Heide) und Banksia oblongifolia an den feuchteren Stellen. Ihre Areale überlappten sich nicht. Die Keimlinge von Banksia aemula entwickelten dort lange Wurzeln auf der Suche nach Wasser. Experimentell konnte gezeigt werden, dass die jungen Pflanzen auch an den feuchteren Stellen wachsen können, warum die Art dort nicht vorkommt, ist noch unklar. Die beiden Arten scheinen aber keine negativen Auswirkungen aufeinander zu haben, wie es von vergleichbaren Konstellationen im Westen Australiens bekannt ist. Eine Feldstudie zur Verjüngung durch Sämlinge, die im Broadwater-Nationalpark und der Dirrawong Reserve an der Nordküste von New South Wales durchgeführt wurde, konnte zeigen, dass Banksia aemula nur wenige Sämlinge produziert, die aber eine hohe Überlebensrate aufweisen, besonders an eher trockenen Standorten. Im Crowdy-Bay-Nationalpark konnte an ausgepflanzten Sämlngen beobachtet werden, dass die jungen Pflanzen sechs Monate nach der Keimung mit ihren Wurzeln das Grundwasser erreicht hatten. Die Keimung kann kurz nach einem Waldbrand erfolgen, dies ist aber nicht zwingend. Die geflügelten Samen von Banksia aemula werden nicht alle gleichzeitig, sondern über einen gewissen Zeitraum aus den Balgfrüchten entlassen. Sie keimen zügig und zeigen selten Schäden durch Pflanzenfresser.

## Systematik und botanische Geschichte

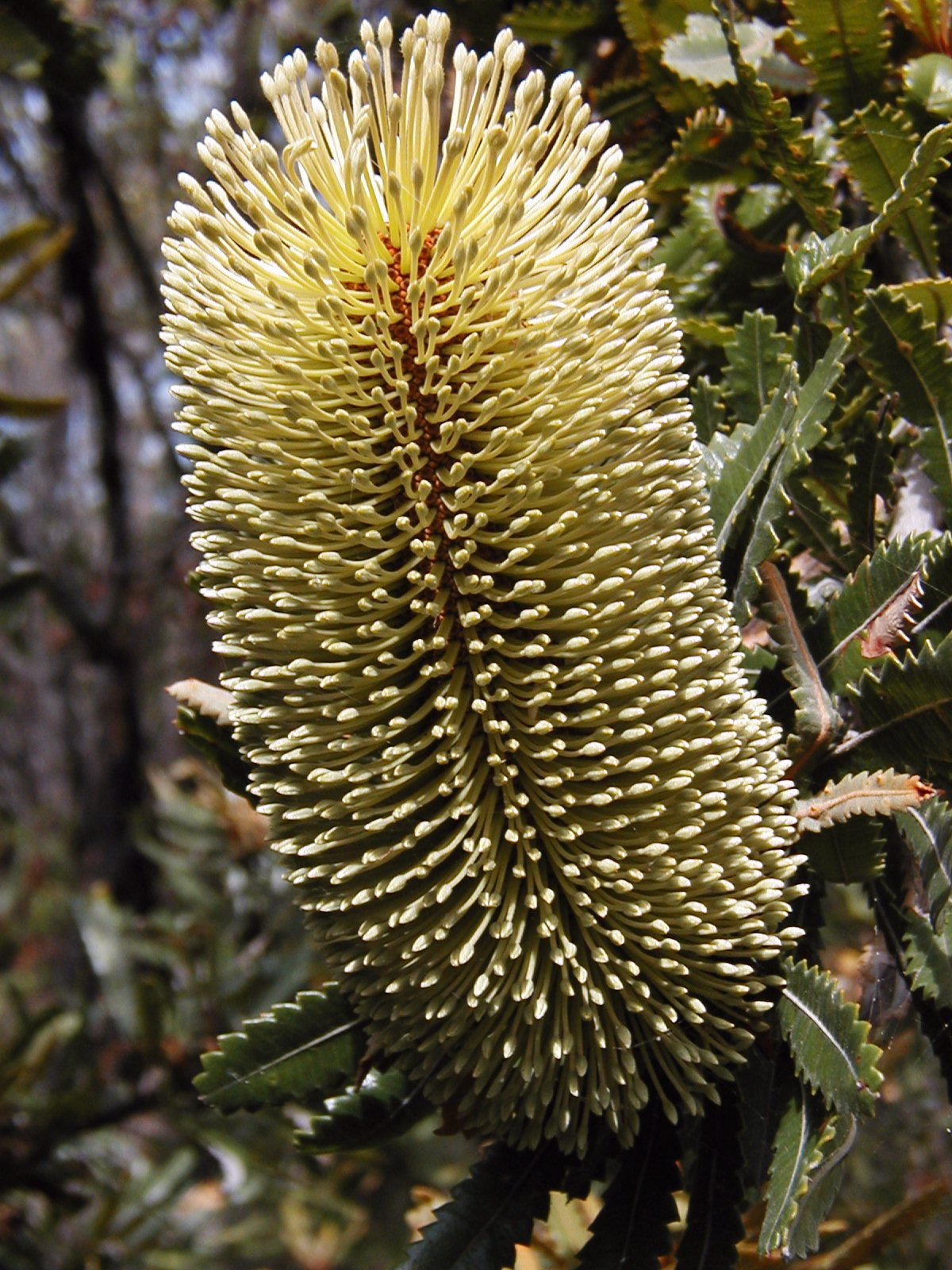
Blütenstand kurz vor dem Aufblühen.

Banksia aemula wurde von den Kabi, die an der Sunshine Coast siedelten, „wallum“ genannt, Grundlage für die heutige Bezeichnung „wallum banksia“ für die Pflanze und für die Vegetation, in der sie vorkommt. „Banyalla“ ist ein weiterer Name der Aborigines für diese Art.
Banksia aemula wurde vom Schottischen Botaniker Robert Brown im Juni 1801 in der Nähe von Port Jackson gesammelt, die Erstbeschreibung veröffentlichte er 1810 in seinem Werk Prodromus Florae Novae Hollandiae et Insulae Van Diemen. Der Name aemula, vom lateinischen Wort für „ähnlich“, bezieht sich auf die Ähnlichkeit zu Banksia serrata. Brown sammelte ebenfalls ein größeres, baumförmiges Exemplar am Sandy Cape, das er Banksia elatior nannte.
Richard Anthony Salisbury hatte schon 1796 den Namen Banksia serratifolia veröffentlicht. Nachfolgende Botaniker wie Otto Kuntze und Karel Domin benutzten diesen Namen, bis Alex George 1981 in einer Revision der Gattung feststellte, dass es sich dabei um einen nicht zu verwendenden nomen dubium handele. Da Salisburys Beschreibung nur auf Blättern basierte, sei sie nicht hinreichend, um die Pflanze zu identifizieren, es könne sich auch um eine Jungpflanze von Banksia paludosa handeln. Tatsächlich war sich schon Robert Brown unsicher, ob seine Banksia aemula mit Salisburys Banksia serratifolia identisch sei. In Joseph Knights Werk On the cultivation of the plants belonging to the natural order of Proteeae aus dem Jahr 1809 gibt es eine Banksia serraefolia, wobei es sich wahrscheinlich um Banksia serrata handelt. Woher Salisbury sein Material bezog, ist unklar, aber John White hatte Pflanzen an James Edward Smith geschickt, das in der Linnean Society aufbewahrt wird; Teile davon sind als Banksia serratifolia Salisb., Teile als Banksia aemula R.Br. gekennzeichnet.
In Browns taxonomischer Bearbeitung der Gattung Banksia ordnete er Banksia aemula und Banksia elatior in die Untergattung Banksia verae, die „Wahren Banksia“, deren Blütenstand die typische längliche Form aufweist. Banksia verae wurde von Stephan Endlicher 1847 in Eubanksia umbenannt, in Carl Meissners Bearbeitung der Gattung von 1856 ist sie im Rang einer Sektion vorhanden. Meissner unterteilte Eubanksia weiter in vier Serien, wobei Banksia aemula in der Serie Quercinae stand, aufgrund der gezähnten Blätter. George Bentham, der die Gattung Banksia in seiner Flora Australiensis behandelte, ersetzte Meissners Serien durch vier Sektionen. Banksia aemula stellte er in die Sektion Orthostylis, die 18 zum Teil recht unterschiedliche Arten umfasste.

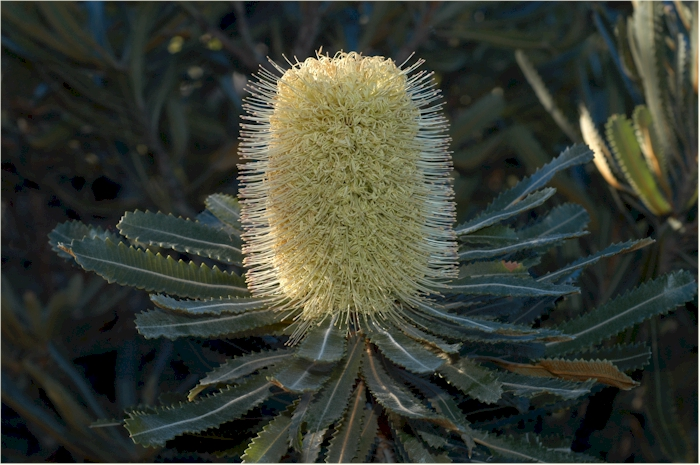
Aufgeblühter Blütenstand, alle Blüten sind geöffnet.

Otto Kuntze stellte 1891 den Gattungsnamen Banksia infrage, da Johann Reinhold Forster und Georg Forster schon 1775 diesen Namen benutzt hatten, um eine Gattung zu benennen (heute Pimelea). Kuntze schlug Sirmuellera als Alternative vor und publizierte Sirmuellera serratifolia als Artname für Banksia aemula. Der Vorschlag konnte sich nicht durchsetzen, Banksia L.f. wurde als nomen conservandum festgelegt.
In Alex Georges Monografie The genus Banksia aus dem Jahr 1981 legte er ein neues taxonomisches Konzept der Gattung vor. Aus Endlicher's Eubanksia wurde die Untergattung Banksia, die in drei Sektionen unterteilt wurde. Banksia aemula platzierte er in der Sektion Banksia und dort wiederum in der Serie Banksia. Als nächste Verwandte nannte er Banksia serrata und Banksia ornata, diese drei seien mit Arten aus dem westlichen Australien verwandt. Da in Browns Erstbeschreibung alle Herbarexemplar gemeinsam als Typusexemplar genannt sind, wählte George eines davon als Lektotyp aus.
1996 veröffentlichten Kevin Thiele und Pauline Ladiges eine Revision der Gattung nach kladistischen Analysen. Banksia aemula stellten sie innerhalb der Serie Banksia in eine Unterserie Banksia, als Schwestertaxon von Banksia serrata (mit der sie die Form der Keimblätter gemeinsam hat) und mit Banksia ornata als nächste Verwandte dieser beiden Arten. In der Flora of Australia bearbeitete Alex George 1999 den Eintrag Banksia, seine Einteilung stellt Banksia aemula in die Serie Banksia, neben bearbeitete, neben Banksia serrata und Banksia ornata enthält diese Serie bei George die Arten Banksia baxteri, Banksia speciosa, Banksia menziesii, Banksia candolleana und Banksia sceptrum.
Eine genetische Studie aus dem Jahr 2002 von Austin Mast bestätigte die Verwandtschaft der drei Arten Banksia aemula, Banksia serrata und Banksia ornata. Deren nächste Verwandte sind aber nicht die der Serie Banksia, sondern das Schwestertaxon der drei besteht aus einer großen Gruppe um die Serien Prostratae, Ochraceae und Tetragonae.

## Verwendung

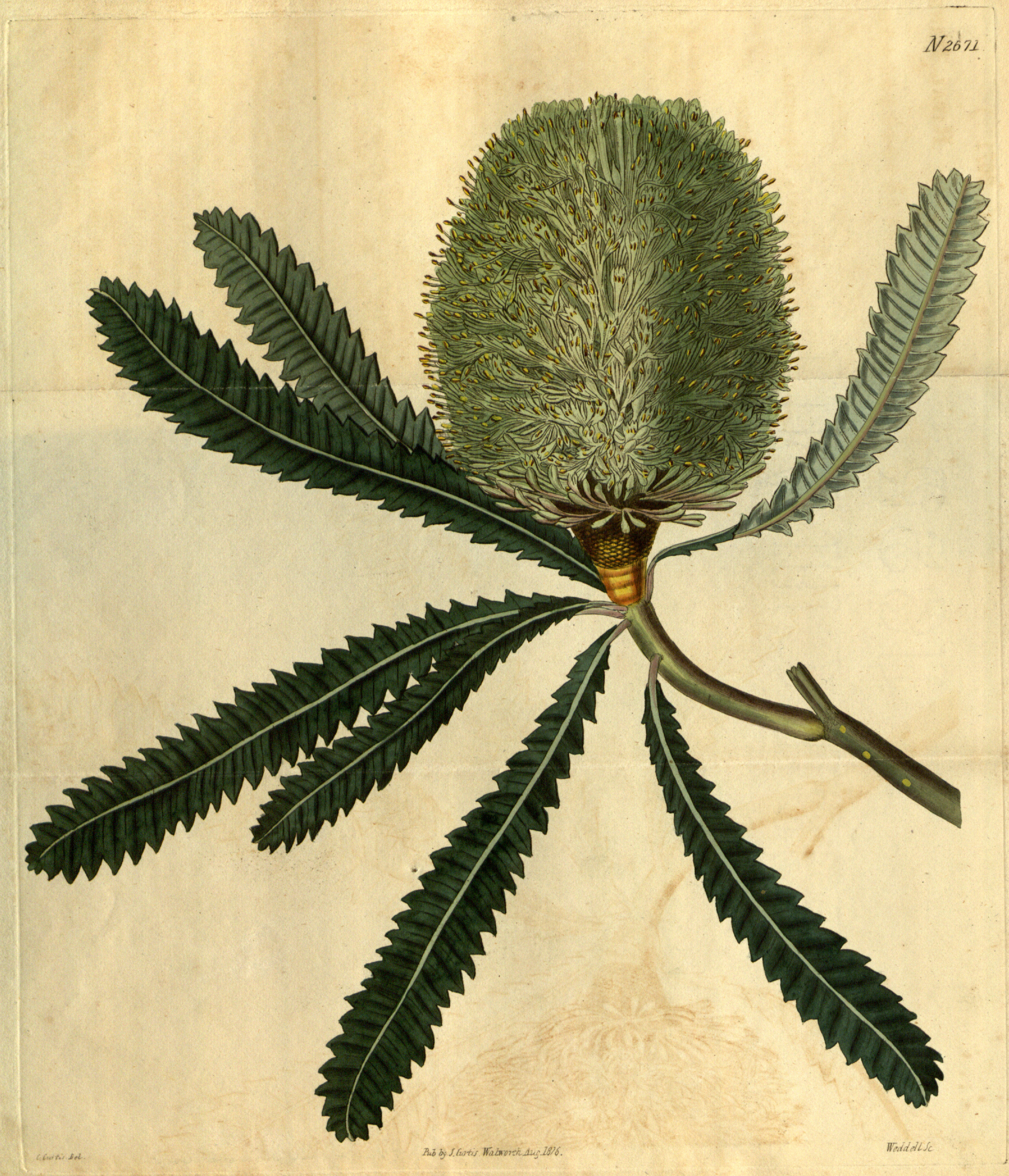
Darstellung aus Curtis’s Botanical Magazine, gezeichnet von William J. Hooker, 1826

Banksia aemula war eine der ersten Banksia-Arten, die in England, schon ab 1788, kultiviert wurden. Illustrationen erschienen sowohl in Curtis’s Botanical Magazine als auch in The Botanical Register. Die glänzend grünen Blätter, auffälligen Blütenstände, großen Früchte und die runzlige Rinde machen sie zu einer attraktiven Zierpflanze, sie wird aber nicht so häufig kultiviert wie Banksia serrata. Die Blüten locken Insekten und Vögel an. Banksia aemula hat sich gegenüber Pilzkrankheiten durch Phytophthora cinnamomi resistent gezeigt. In Kultur bevorzugt sie einen durchlässigen, leicht sauren (pH 5.5–6.5) Boden, am besten sandig, und einen sonnigen Stand. In Trockenperioden sollte gewässert werden. Die langsam wachsenden Pflanzen benötigen vier bis sechs Jahre von der Aussaat bis zur ersten Blüte. Banksia aemula kann als Unterlage zur Veredlung mit Banksia speciosa genutzt werden.
Das rötliche Holz wird im Möbelbau verwendet.

## Kulturgeschichte
Der australischen Kinderbuch-Autorin May Gibbs sollen die großen Früchte von Banksia aemula als Inspiration für die Bösewichter, die „Big Bad Banksia Men“, in ihren Büchern gedient haben.